# 竹田悠一郎
竹田 悠一郎（たけだ ゆういちろう）は、宝塚歌劇団に所属する演出家。
逗子開成高等学校出身。

## 来歴
2014年、宝塚歌劇団に入団。
2021年、花組バウホール公演「PRINCE OF ROSES」で演出家デビュー。
2024年、星組ショー「Tiara Azul」で大劇場公演演出家デビュー。

## 宝塚歌劇団での舞台作品

### 大劇場作品
- 2024年、星組『Tiara Azul-Destino-（ティアラ・アスール ディスティーノ）』[4]

### その他の劇場作品
- 2021年、花組『PRINCE OF ROSES-王冠に導かれし男-』（バウホール）
- 2022年、花組『殉情（じゅんじょう）』（バウホール）[注釈 1]
- 2023年、星組『My Last Joke-虚構に生きる-』（バウホール）[5]

### 新人公演
- 2017年、月組『グランドホテル』[6]
- 2018年、花組『MESSIAH（メサイア）-異聞・天草四郎-』[7]
- 2018年、雪組『ファントム』[8]
- 2019年、宙組『オーシャンズ11』[9]
- 2020年、雪組『ONCE UPON A TIME IN AMERICA（ワンス アポン ア タイム イン アメリカ）』[10]

### イベント
- 2023年、水美舞斗ディナーショー『One and Only』[11]